# Liste der Biografien/Juv
Liste der Biografien |
Portal Biografien |
Personensuche
# |
A |
B |
C |
D |
E |
F |
G |
H |
I |
J |
K |
L |
M |
N |
O |
P |
Q |
R |
S |
T |
U |
V |
W |
X |
Y |
Z |
?
 
Ja |
Jb |
Jd |
Je |
Jh |
Ji |
Jj |
Jl |
Jn |
Jm |
Jo |
Jp |
Jr |
Js |
Jt |
Ju |
Jv |
Jw |
Jy
 
Jua |
Jub |
Juc |
Jud |
Jue |
Juf |
Jug |
Juh |
Jui |
Juj |
Juk |
Jul |
Jum |
Jun |
Juo |
Jup |
Jur |
Jus |
Jut |
Juu |
Juv |
Juw |
Jux |
Juy |
Juz
Die Liste der Biografien führt alle Personen auf, die in der deutschsprachigen Wikipedia einen Artikel haben. Dieses ist eine Teilliste mit 32 Einträgen von Personen, deren Namen mit den Buchstaben „Juv“ beginnt.

## Juv

### Juva
- Juva, Markus (* 1975), finnischer Poolbillardspieler
- Juva, Mikko (1918–2004), finnischer Historiker, Politiker, Mitglied des Reichstags und lutherischer Theologe, zuletzt Erzbischof seiner Kirche
- Juvan, Janos (* 1985), österreichischer Betriebswirt, Unternehmer und Politiker (NEOS)
- Juvan, Kaja (* 2000), slowenische TennisspielerinKaja Juvan (* 2000)

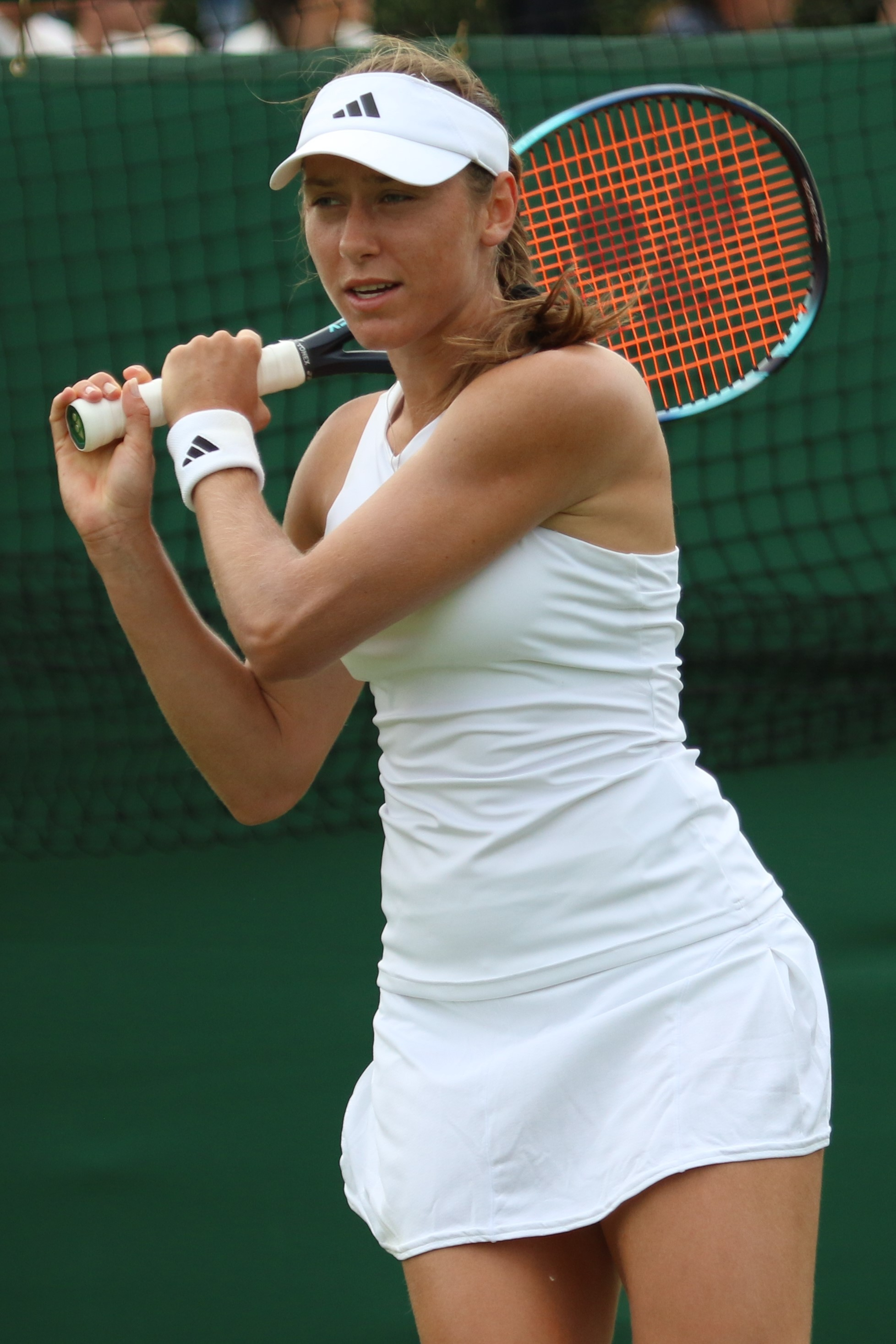
Kaja Juvan (* 2000)

- Juvan, Karl (1891–1970), österreichischer Politiker während des Austrofaschismus
- Juvan, Susi (* 1952), deutsche Künstlerin
- Juvancic, Hans (1922–2021), österreichischer Politiker (SPÖ) und Manager
- Juvara, Tommaso Aloisio (1809–1875), italienischer Zeichner und Kupferstecher
- Juvarra, Filippo (1678–1736), italienischer Architekt

### Juve
- Juve, Jørgen (1906–1983), norwegischer Fußballspieler
- Juvel (* 1982), deutscher Rapper
- Juvenal, römischer Satirendichter
- Juvénal des Ursins, Christophe († 1588), französischer Adliger und Militär, Gouverneur von Frankreich
- Juvénal des Ursins, Guillaume (1400–1472), Kanzler von Frankreich unter Karl VII. und Ludwig XI.
- Juvénal des Ursins, Jacques (1410–1457), römisch-katholischer Bischof
- Juvénal des Ursins, Jean (1388–1473), katholischer Bischof
- Juvenal von Jerusalem († 458), Bischof und später der erste Patriarch von Jerusalem (422–458)
- Juvenal von Narni († 377), erster Bischof von Narni
- Juvenal, Adalton Luis (* 1985), brasilianischer Fußballspieler
- Juvenal, James (1874–1942), US-amerikanischer Ruderer
- Juvenalis von Benevent, Märtyrer und Heiliger
- Juvencus, christlicher Dichter
- Juvenel, Nicolas, deutscher Porträtmaler
- Juvenell, Paul der Ältere (1579–1643), Nürnberger Maler
- Juvenile (* 1975), US-amerikanischer Rapper
- Juventius, legendärer Bischof von Pavia
- Juventud Guerrera (* 1974), mexikanischer Wrestler
- Juvet, Patrick (1950–2021), Schweizer Sänger, Pianist und SongschreiberPatrick Juvet (1950–2021)

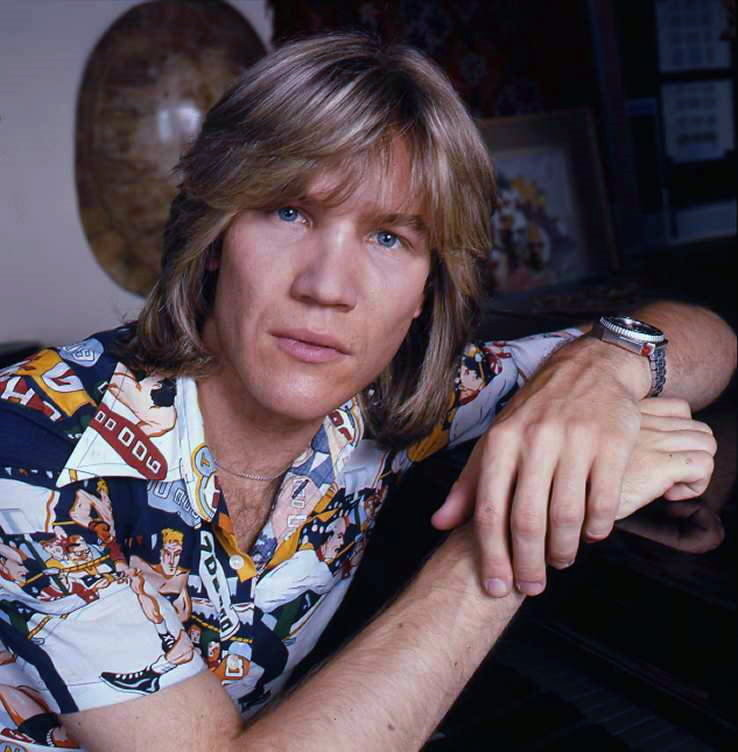
Patrick Juvet (1950–2021)

### Juvi
- Juvin, Philippe (* 1964), französischer Politiker, MdEP

### Juvo
- Juvonen, Helmi (1903–1985), US-amerikanische Künstlerin
- Juvonen, Nancy (* 1967), US-amerikanische Film- und Fernsehproduzentin
- Juvonen, Olli (1923–2005), finnischer Radrennfahrer